# Бафата (округ)
12°10′ пн. ш. 14°45′ зх. д. / 12.167° пн. ш. 14.750° зх. д.
Бафата — один з восьми континентальних округів Гвінеї-Бісау, у центральній частині країни. Населення — 225,516 (2009). Адміністративний центр — однойменне місто Бафата.

## Сектори
Регіон розділено на 6 секторів:
- Бафата
- Бамбадінса
- Сонтубоел
- Галомаро
- Гамамундо
- Хітоле